# Louis Herman
Louis Herman  (16 de abril de 1930 - 2 de agosto de 2016) foi um pesquisador de habilidades sensoriais de golfinhos, cognição de golfinhos e baleias-jubarte. Foi professor no Departamento de psicologia e um membro da faculdade de cooperação do Departamento de Oceanografia na Universidade do Havaí em Manoa. Ele fundou a Kewalo Basin Marine Mammal Laboratory (KBMML) em Honolulu, Havaí, em 1970, para estudar percepção, cognição e comunicação de tursiops. Em 1975, ele foi pioneiro no estudo científico do inverno anual da migração das baleias-jubarte em águas havaianas. Juntamente com Adam Pack, fundou o Instituto Dolphin em 1993, uma corporação sem fins lucrativos dedicada a golfinhos e baleias através da educação, pesquisa e conservação.
Herman serviu como membro do Conselho Consultivo para o Santuário ilhas havaianas Baleia Jubarte National Marine Sanctuary. No total, ele já publicou mais de 120 artigos científicos.